# Blindia brachystegia
Blindia brachystegia là một loài rêu trong họ Seligeriaceae. Loài này được Dixon mô tả khoa học đầu tiên năm 1939.